# チオグリコール酸
チオグリコール酸（チオグリコールさん、thioglycolic acid: TGA）とは、別名メルカプト酢酸とも呼ばれているカルボン酸の一種で、激しい悪臭と刺激臭を示す無色の液体。空気中で容易に酸化してジスルフィド(HO2CCH2S-SCH2CO2H)を形成する。

## 用途
ナトリウムやカルシウムとの塩にして脱毛剤として使用されている。TGAのアンモニウム塩は、パーマネントウエーブに使われる。TGAとチオグリコール酸アンモニウムが、髪のジスルフィド結合を分解することによってパーマを作っている。また、皮革製品の脱毛処理にも使われる。
化学分野では塩化ビニルの合成に使われる。TGAはふつうジアニオンであるため金属イオンと錯体を作りやすい。現在、鉄、モリブデン、銀そしてスズとの錯体が知られている。

## 製法
モノクロル酢酸および硫化水素からチオグリコール酸を製造するため、高い選択率で作業し、短い反応時間で足りかつ連続的実施に適当である方法がある。
【具体的な反応】 
モノクロル酢酸と硫化水素とを第三アミンの存在で溶液中で加圧下に反応させ、その際反応媒体上の硫化水素分圧が反応の終わりまで少なくとも2barであるように配量し、アンモニウム塩として生じるチオグリコール酸を酸を用いて遊離する。硫化水素分圧は、反応室を加圧下の硫化水素源と結合することにより反応の間維持することができる。